# Tritoniopsis williamsiana
Tritoniopsis williamsiana är en irisväxtart som beskrevs av Peter Goldblatt. Tritoniopsis williamsiana ingår i släktet Tritoniopsis och familjen irisväxter. Inga underarter finns listade i Catalogue of Life.